# Emeka Friday Eze
Emaka Friday Eze (Lagos, 26 settembre 1996) è un calciatore nigeriano, attaccante del Pendikspor.

## Caratteristiche tecniche
È una centravanti.

## Carriera
Cresciuto nelle giovanili di Oxygène de Mfou e Aigle Royal, nel marzo 2017 approda in Europa firmando per i finlandesi del RoPS. Esordisce il 22 aprile 2017 in occasione del match di campionato vinto 2-0 contro l'Ilves.
Il 21 agosto 2017 viene acquistato dallo Sturm Graz con cui firma un contratto biennale.